# Гумно

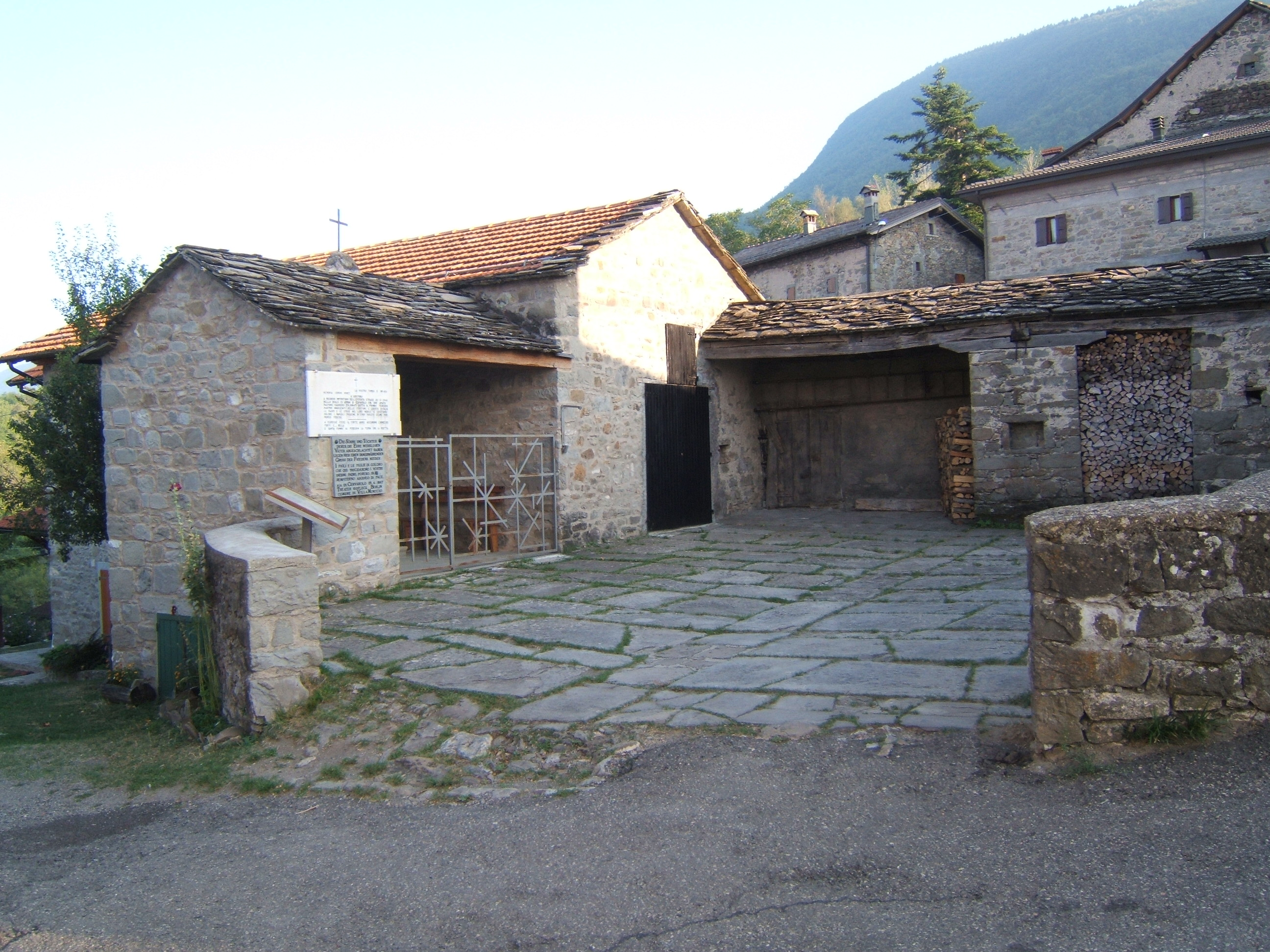
Гумно з кам'яним покриттям току. Італія

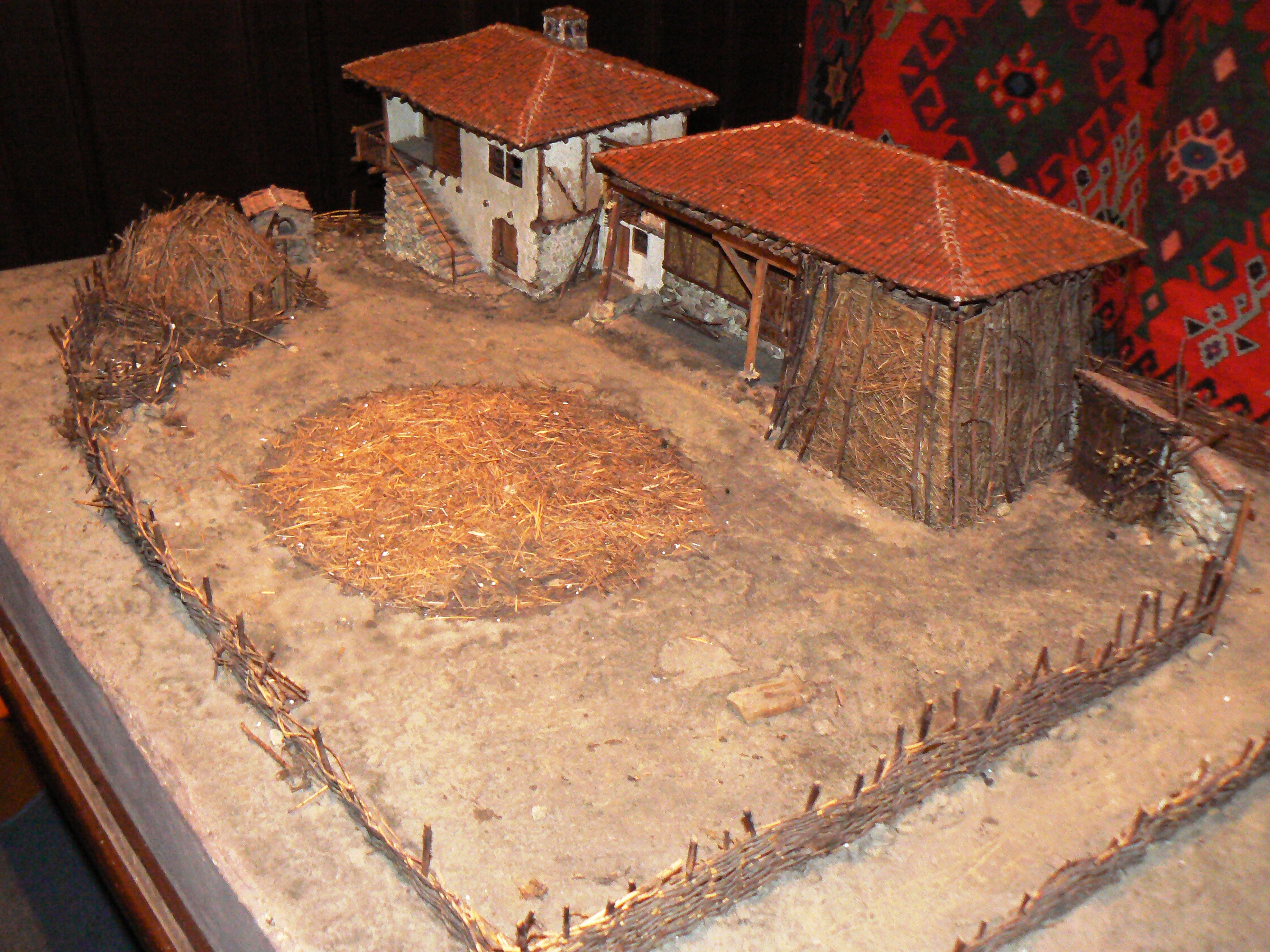
Гумно. Модель з Національного етнографічного музею у Болгарії

Гумно́ — діалектна назва току із господарчими будівлями біля житла або за селом; обгороджена ділянка землі в селянському господарстві, призначена для зберігання, молотьби та іншої обробки зерен хліба.
Етимологія прасл. *gumьno остаточно не з'ясована: припускають, що це слово утворене від *gu < *gou (від праіндоєвроп. *guou, звідки також прасл. *govędo — «велика рогата худоба») + *mьn (від *męti — «м'яти»). Це може вказувати на найдавніший спосіб молотьби — проганянням скота по колоссю.
На гумні розташовувався тік — майданчик для обмолоту зернових. У гумні може стояти дерев'яна споруда, сарай — так звана стодола (клуня), у якій сушили снопи соломи (в особливих сушарках — оситях) та молотили зерно. Іноді під гумном розуміють одну велику дерев'яну споруду, збудовану для перелічених вище цілей. У великих господарствах для нагляду за гумном призначали окрему особу — токово́го або гуме́нного (гуме́нника).
Первісно на гумнах молотили вручну (за допомогою ціпів), з другої половини XIX ст. почали з'являтися ручні, кінні та парові молотарки.

## Інше

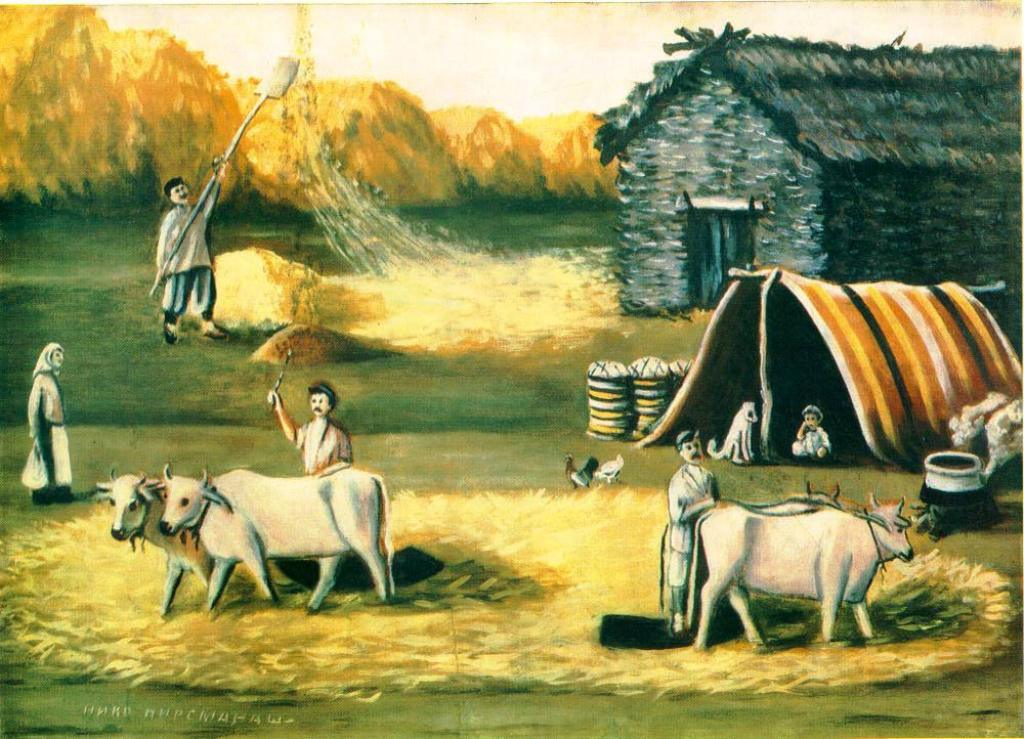
Ніко Піросмані. На гумні, 1916

- Гуме́нце — інша назва тонзури[6]
- Гуме́нце — одна з народних назв кульбаби лікарської[6]